# Miconia curta
Miconia curta är en tvåhjärtbladig växtart som först beskrevs av Henry Allan Gleason, och fick sitt nu gällande namn av John Julius Wurdack. Miconia curta ingår i släktet Miconia och familjen Melastomataceae. Utöver nominatformen finns också underarten M. c. ptariensis.